# 미할리스 바카키스
미할리스 바카키스(1991년 3월 18일 ~ , 그리스어: Μιχάλης Μπακάκης)는 그리스의 축구 선수이다. 포지션은 라이트백이며 현재 그리스 축구 리그 파네톨리코스 FC에서 뛰고 있다.

## 명예
AEK 아테네
- 슈퍼 리그: 2017–18
- 풋볼 리그: 2014–15 (남 그룹)
- 그릭 컵: 2015–16